# 芙蓉鸡片

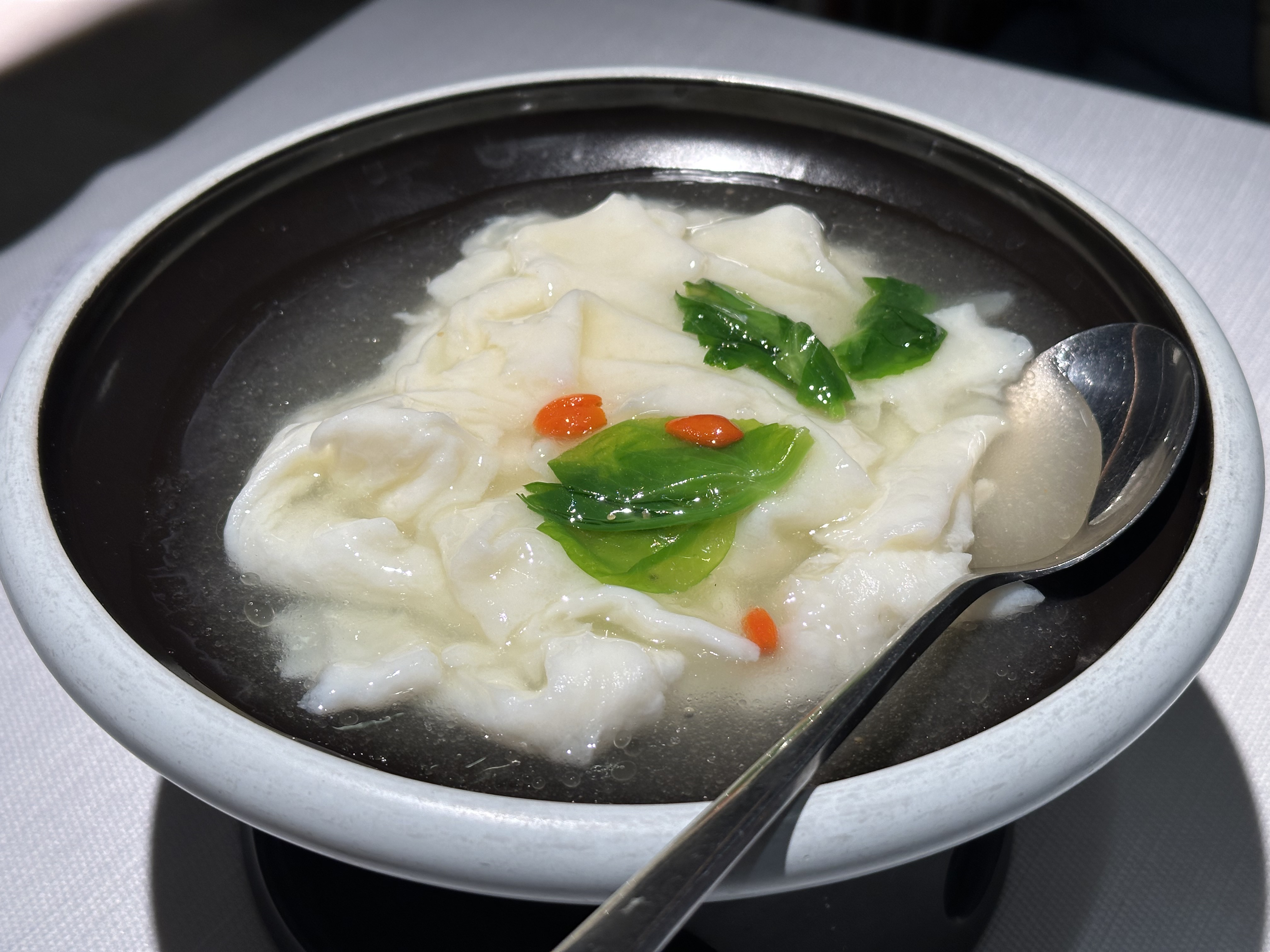
北京萃华楼的芙蓉鸡片

芙蓉鸡片，是中国菜中的一道传统菜式，因其状如白芙蓉花瓣而得名，在京菜、川菜、淮扬菜、鲁菜等菜系中都可见到其身影。

## 制作方法
芙蓉鸡片并不是以鸡肉切片直接烹制，而是以鸡肉糜加工制成的“鸡片”入馔，讲究“吃鸡不见鸡”。依菜系不同，芙蓉鸡片的制作方法各有特色，但基本上都是将鸡肉捶打或剁碎制成细腻的肉泥，混以适量调味料，下入低温油锅中摊成片状炸至定型，之后再将炸好的鸡片与蔬菜等炒制勾芡即可。